# Pallenopsis annandalei
Pallenopsis annandalei är en havsspindelart som beskrevs av Calman, W.T. 1923. Pallenopsis annandalei ingår i släktet Pallenopsis och familjen Phoxichilidiidae. Inga underarter finns listade i Catalogue of Life.